# Karl Gustav Dahlgren
Karl Gustav Dahlgren, född 24 oktober 1909 i Malmö Sankt Petri församling, död 22 januari 1979 i Lunds Allhelgonaförsamling i dåvarande Malmöhus län, var en svensk psykiater. 

## Biografi
Efter studentexamen i Malmö 1928 blev Dahlgren blev medicine kandidat 1932, medicine licentiat 1937, medicine doktor i Lund 1946 på avhandlingen On Suicide and Attempted Suicide: A Psychiatrical and Statistical Investigation, var docent i psykiatri i Lund 1947–48 och från 1956, överläkare vid psykiatriska kliniken vid Linköpings lasarett 1948–55 och vid psykiatriska kliniken vid Malmö allmänna sjukhus från 1956.

### Familj
Han gifte sig första gången 1935 med Rannveig Arnesen (1912–1972) och andra gången 1975 med konstnären Märta Brännberg, ogift Holmberg (1915–1980).

## Fotnoter
1. 1 2  Library of Congress Authorities, USA:s kongressbibliotek, id-nummer i USA:s kongressbiblioteks katalog: n2019182706, läst: 20 mars 2025.[källa från Wikidata]
2. 1 2  Sveriges Dödbok 1901–2009, DVD-ROM, Version 5.00, Sveriges Släktforskarförbund (2010).